# سوننبوهل
سوننبوهل (به آلمانی: Sonnenbühl) یک شهر در آلمان است که در رویتلینگن واقع شده‌است. سوننبوهل ۷٬۰۳۷ نفر جمعیت دارد.